# Liste der denkmalgeschützten Objekte in Hallstatt
Die Liste der denkmalgeschützten Objekte in Hallstatt enthält die 78 denkmalgeschützten, unbeweglichen Objekte der oberösterreichischen Marktgemeinde Hallstatt im Bezirk Gmunden.

## Denkmäler
| Foto |                 | Denkmal | Standort                                              | Beschreibung | Metadaten |
| ---- | --------------- | --- | ----------------------------------------------------- | --- | --- |
| ja   | Datei hochladen | Löckerbrunnen HERIS-ID: 20714 Objekt-ID: 17018                                                                                | Baderplatz Standort KG: Hallstatt                     | Die Brunnenanlage ist an der Kreuzung der Seestraße mit dem Badergraben schräg nach Nordosten, diagonal zum Baderplatz hin ausgerichtet. Der Brunnentrog aus rotem Buntkalkstein steht vor einer hohen, verputzten Wandscheibe, die auf einem Sockel aus steinsichtigen Quadermauerwerk ruht und von einem getreppten und profilierten Giebel abgeschlossen wird. Das Gesimse zwischen dem Sockelmauerwerk und der Putzfläche ist in Zementmörtel putzsichtig ausgeführt. In die Prospektwand sind zwei Schrifttafeln und eine Wappentafel eingelassen, die unter der dominanten Helmzier eines Pfauenstoßes das österreichische Fünfadlerwappen und den Bindenschild zeigt. Das Wasser fließt durch einen elegant geformten Auslauf aus Bronze in den Brunnentrog, an dessen oberen Rand zwei schmiedeeiserne Spangen zum Aufstellen von Kübeln eingebleit sind. Der Brunnentrog besitzt eine auffällige organische Form, die im Grundriss ein Dreiblatt aus abwechselnd konvexen und konkaven Bogenstücken bildet. In der Ansicht verjüngt sich diese Form in Wiederholung desselben Wechselspiels zu einem schlanken Sockel, der die Grundrissform des Trogs rezipiert. | BDA-Hist.: Q37855405 Status: § 2a Stand der BDA-Liste: 2025-06-30 Name: Löckerbrunnen GstNr.: 130/2 Löckerbrunnen (Hallstatt) |
| ja   | Datei hochladen | Wohnhaus, Bürgerhaus, Haus Lissbauer, Sueßische Salzfertigung, Süehsische Behausung HERIS-ID: 20715 Objekt-ID: 17019          | Baderplatz 107 Standort KG: Hallstatt                 | Auf der sehr genau ausgeführten Tagrevierkarte (Hans Rietzinger, 1713) ist das Haus Baderplatz 107 bereits in seiner heutigen Größe dargestellt. Auf dem „Grundriss des Marktes Hallstatt und der Lahn“ (Michael Schmalnauer, zwischen 1803 und 1808), findet sich für das Objekt die Bezeichnung „Salzfertiger Gebäude Eisel“, Ein Risalit an der Südwest-Ecke des Hauses birgt in einer Ädikula eine spätbarocke Statue des Hl. Johannes von Nepomuk. Die Schmiedeeisenarbeiten am Objekt stammen aus dem späten 17. und dem frühen 18. Jahrhundert. | BDA-Hist.: Q37855420 Status: Bescheid Stand der BDA-Liste: 2025-06-30 Name: Wohnhaus, Bürgerhaus, Haus Lissbauer, Sueßische Salzfertigung, Süehsische Behausung GstNr.: .133 Baderplatz 107 (Hallstatt) |
| ja   | Datei hochladen | Verwaltungs-/Bürogebäude, Hof- und Amtsschneider HERIS-ID: 20707 Objekt-ID: 17011                                             | Baderplatz 108 Standort KG: Hallstatt                 | Das Gebäude wurde bis 1802 als Amtsschmiede genutzt und gehörte zum Komplex des 1750 abgebrannten „Ambthoffs“, in dem das Hofschreiberamt Hallstatt untergebracht war. | BDA-Hist.: Q37855356 Status: § 2a Stand der BDA-Liste: 2025-06-30 Name: Verwaltungs-/Bürogebäude, Hof- und Amtsschneider GstNr.: .134 Baderplatz 108 (Hallstatt) |
| ja   | Datei hochladen | Almanlage HERIS-ID: 67997 Objekt-ID: 80985                                                                                    | Dachstein 76 Standort KG: Hallstatt                   | | BDA-Hist.: Q38118233 Status: § 2a Stand der BDA-Liste: 2025-06-30 Name: Almanlage GstNr.: .611 |
| ja   | Datei hochladen | Almanlage HERIS-ID: 67995 Objekt-ID: 80983                                                                                    | Dachstein 93 Standort KG: Hallstatt                   | | BDA-Hist.: Q38118226 Status: § 2a Stand der BDA-Liste: 2025-06-30 Name: Almanlage GstNr.: .612 |
| ja   | Datei hochladen | Stadel HERIS-ID: 20830 Objekt-ID: 17135                                                                                       | bei Demelgasse 150 Standort KG: Hallstatt             | Der dem Hallstätter Benefiziat zugehörige Benefiziums-Stadel aus der ersten Hälfte des 19. Jahrhunderts repräsentiert den Bautyp eines Pfleilerstadels. In dieser Bauform ruht der Holzbau auf dem erdberührenden Mauerwerk, womit dessen lange Haltbarkeit sichergestellt ist. Alle Mauern und Pfeiler sind aus kalkmörtelgebunden Quader- beziehungsweise Bruchsteinmauerwerk aus lokal anstehenden Dachsteinkalk ausgeführt. Das westliche, massiv gemauerte Erdgeschoß diente ursprünglich als Stall. Nach Osten hin löst sich die geschlossene Südfassade des Erdgeschoßes in drei Mauerpfeiler mit dazwischenliegenden Holztoren auf. Das Obergeschoß ist zur Gänze als senkrecht verbretterter Holzskelettbau ausgeführt. | BDA-Hist.: Q37856024 Status: § 2a Stand der BDA-Liste: 2025-06-30 Name: Stadel GstNr.: .321 Hallstatt, Stadl Demelgasse |
| ja   | Datei hochladen | Wohnhaus, Praunspergisches Haus HERIS-ID: 20778 Objekt-ID: 17082                                                              | Dr.F.-Morton-Weg 24 Standort KG: Hallstatt            | | BDA-Hist.: Q37855731 Status: Bescheid Stand der BDA-Liste: 2025-06-30 Name: Wohnhaus, Praunspergisches Haus GstNr.: .183/1 |
| ja   | Datei hochladen | Wohnhaus, Aichberger-Haus (Aichbergerisches Haus) HERIS-ID: 20770 Objekt-ID: 17074                                            | Dr.F.-Morton-Weg 26a Standort KG: Hallstatt           | | BDA-Hist.: Q37855692 Status: Bescheid Stand der BDA-Liste: 2025-06-30 Name: Wohnhaus, Aichberger-Haus (Aichbergerisches Haus) GstNr.: .179 |
| ja   | Datei hochladen | Heimatmuseum, Stocker-Haus HERIS-ID: 20771 Objekt-ID: 17075                                                                   | Dr.F.-Morton-Weg 27 Standort KG: Hallstatt            | | BDA-Hist.: Q37855720 Status: § 2a Stand der BDA-Liste: 2025-06-30 Name: Heimatmuseum, Stocker-Haus GstNr.: .162/2 |
| ja   | Datei hochladen | Bildstock HERIS-ID: 24331 Objekt-ID: 20717                                                                                    | gegenüber Dr.F.-Morton-Weg 149 Standort KG: Hallstatt | Der Bildstock erinnert an den Standort der Burgfriedensäule, welche an dieser Stelle die südliche Grenze des Hallstätter Burgfriedens anzeigte. Die rechtliche Sonderstellung des Salzsiedens in Hallstatt führte 1318 zur Verleihung einer Freiung, die vom umliegenden Landgericht Wildenstein ausgenommen war. Die landesfürstlichen Grundholden die im Salzberg und im Pfannhaus ihre Arbeit verrichteten unterstanden damit der Gerichtsbarkeit eines eigens für das Salzwerk in Hallstatt eingesetzten Pflegers, des Marktrichters, dem bis 1848 die niedrige Gerichtsbarkeit im Ortszentrum von Hallstatt, dem Ortsteil Markt oblag. | BDA-Hist.: Q37884010 Status: § 2a Stand der BDA-Liste: 2025-06-30 Name: Bildstock GstNr.: 156/3 Wayside shrine, Dr.Friedrich-Morton-Weg, Hallstatt |
| ja   | Datei hochladen | Almanlage, Durchgangalm HERIS-ID: 68016 Objekt-ID: 81004                                                                      | Durchgangalm 31 Standort KG: Hallstatt                | | BDA-Hist.: Q38118307 Status: § 2a Stand der BDA-Liste: 2025-06-30 Name: Almanlage, Durchgangalm GstNr.: .427/2, .428 |
| ja   | Datei hochladen | Simony-Denkmal HERIS-ID: 68008 Objekt-ID: 80996                                                                               | Echerntal Standort KG: Hallstatt                      | Das Denkmal erinnert an den Pionier der Dachsteinforschung und ersten Universitätsprofessor für Geographie in Österreich Friedrich Simony (1813-1896) und markiert den Beginn des 1860 fertiggestellten Reitwegs zur Simonyhütte. Der aus Bruchsteinen aufgemauerte Obelisk ruht auf einer pyramidenstumpfförmigen Basis in welche an der Ost-, Süd- und Westseite mittig jeweils eine, nach oben offene, Nische eingetieft ist. Diese Nischen laufen in einer abgeschrägten Sohlbank aus und reichen in ihrer Tiefe jeweils bis zu den nach unten verlängerten Seitenflächen des Obelisken. Auf diese Weise bilden sich an den Ecken zinnenartige Sockel, auf denen die Kanten des Obelisken ruhen. In die Südfläche des Obelisken sind eine große und 2 kleine Schrifttafeln eingelassen, die Nordseite der Basis zeigt keine Eintiefung und läuft horizontal durch. Trotz des, aus der unmittelbaren Umgebung stammenden, unebenen, unregelmäßigen und groben Bruchsteinmaterials zeigt das Denkmal einen klaren, geometrischen Habitus. | BDA-Hist.: Q38118302 Status: § 2a Stand der BDA-Liste: 2025-06-30 Name: Simony-Denkmal GstNr.: 373/1 Simony-Denkmal, Hallstatt |
| ja   | Datei hochladen | Brücke über dem Waldbach HERIS-ID: 67994 Objekt-ID: 80982                                                                     | Echerntal Standort KG: Hallstatt                      | Die Mitte des 20. Jahrhunderts aus zweitverwendeten Kalkstein-Quadern errichtete Brücke überspannt mit einem einzigen Bogen den Waldbach am Weg zur Wiesbergalm. | BDA-Hist.: Q38118216 Status: § 2a Stand der BDA-Liste: 2025-06-30 Name: Brücke über dem Waldbach GstNr.: 400/2, 466/2 |
| ja   | Datei hochladen | Wirtschaftsgebäude, ehem. Fischereibetrieb HERIS-ID: 67976 Objekt-ID: 80964                                                   | Echerntalweg 61, in der Nähe Standort KG: Hallstatt   | | BDA-Hist.: Q38118174 Status: § 2a Stand der BDA-Liste: 2025-06-30 Name: Wirtschaftsgebäude, ehem. Fischereibetrieb GstNr.: .367/1, 217/1 |
| ja   | Datei hochladen | Friedhof mit Ölbergkapelle, sog. Angstkapelle HERIS-ID: 20680 Objekt-ID: 16984                                                | Friedhof 164 Standort KG: Hallstatt                   | An einem Knick in der Mauerlinie der Stützmauer des Hallstätter Friedhofs ist über einen mächtigen Stützpfeiler die sogenannte „Angstkapelle“ aufgesetzt, deren Name sich auf die dargestellte Todesangst Christi bezieht. Asymmetrien im Mauerwerk weisen auf einen überformten Vorgängerbau hin. Sockel und Architekturelemente sind glatt verputzt und weiß gekalkt. Die mit einer Serliana überspannten Nullebenen der Nord- und Südfassaden sind mit Rieselputz beworfen und rosarot gefärbelt. Richtung Westen, zum Friedhof hin, ist eine gewölbte Nische eingelassen, deren Gewölbe- und Wandflächen mit Fresken ausgestattet sind. Halblebensgroße Holzskulpturen aus dem 18. Jahrhunderts zeigen die Ölbergszenerie. An der zum Hallstättersee ausgerichteten Ostfassade ist eine Kreuzigungsgruppe, ebenfalls in Freskomalerei ausgeführt. Der Kapellenbildstock wird mit einem geschwungenen Zeltdach mit Holzschindel-Deckung abgeschlossen. | BDA-Hist.: Q37855211 Status: § 2a Stand der BDA-Liste: 2025-06-30 Name: Friedhof mit Ölbergkapelle, sog. Angstkapelle GstNr.: 93/1 Friedhof Hallstatt |
| ja   | Datei hochladen | Wohnhaus, Totengräberhaus HERIS-ID: 20755 Objekt-ID: 17059                                                                    | Friedhof 164 Standort KG: Hallstatt                   | | BDA-Hist.: Q37855625 Status: § 2a Stand der BDA-Liste: 2025-06-30 Name: Wohnhaus, Totengräberhaus GstNr.: .94 Totengräberhaus (Hallstatt) |
| ja   | Datei hochladen | Karner, Michaelskapelle HERIS-ID: 20679 Objekt-ID: 16983                                                                      | bei Friedhof 164 Standort KG: Hallstatt               | | BDA-Hist.: Q37855200 Status: § 2a Stand der BDA-Liste: 2025-06-30 Name: Karner, Michaelskapelle GstNr.: .95 Ossuary in Hallstatt |
| ja   | Datei hochladen | Heiligengeistkapelle HERIS-ID: 20749 Objekt-ID: 17053                                                                         | Gosaumühlstraße Standort KG: Hallstatt                | Die kleine Rechteckkapelle mit Satteldach und vergitterter Rundbogennische wurde im 19. Jahrhundert errichtet. Im Giebel Dreifaltigkeitssymbol. Im Inneren gotische Kreuzgruppe in starker Verwandtschaft zu den Figuren Lienhart Astls in der Vorhalle der Pfarrkirche, um 1510/20. Die Taube ist barock. | BDA-Hist.: Q37855611 Status: § 2a Stand der BDA-Liste: 2025-06-30 Name: Heiligengeistkapelle GstNr.: 54/3 |
| ja   | Datei hochladen | Wohnhaus, Benefizium mit Gartenhaus HERIS-ID: 20812 Objekt-ID: 17117                                                          | Isidor-Engl-Platz 23 Standort KG: Hallstatt           | Der barocke Sommersitz mit eingefriedetem Garten wurde in den Jahren 1699–1700 errichtet und im Zuge der Gegenreformation bereits 1713 als Benefiziat gestiftet. Das zweigeschoßige Wohngebäude ist über einem Rechteckgrundriss errichtet und mit einem schindelgedeckten, zweimal geknickten Zeltdach das auf einem Sparrendachstuhl ruht, nach oben abgeschlossen. Die Fassaden besitzen in beiden Geschoßen jeweils vier Fensterachsen und werden durch weißgefasste, erhabene Architekturelemente auf gelber Nullebene gegliedert. Die östliche Schauseite des Benefiziums sitzt mittig in der östlichen, über zwei Meter hohen, Gartenmauer, die aus Kalk-Bruchsteinmauerwerk errichtet ist. Auf der Nordostecke der Gartenmauer sitzt ein zweigeschoßiges 3 m × 8 m großes Gartenhaus, dessen Obergeschoß durch eine hölzerne Außenstiege erschlossen wird. Das schindelgedecktem Walmdach und die Fassadengliederung nehmen Bezug auf das Wohnhaus. Die Westliche Gartenmauer ist mittig von einem Gartentor durchbrochen und mit einer Rasenkrone abgedeckt. | BDA-Hist.: Q37855921 Status: § 2a Stand der BDA-Liste: 2025-06-30 Name: Wohnhaus, Benefizium mit Gartenhaus GstNr.: .312/1, .312/2, 268/1, 268/2 |
| ja   | Datei hochladen | Kreuzwegkapelle IV HERIS-ID: 20832 Objekt-ID: 17137                                                                           | Kalvarienberg Standort KG: Hallstatt                  | Die Kreuzwegkapellen, achtseitige Bauten mit gedrücktem Zwiebelhelm, wurden gemeinsam mit der Kalvarienbergkirche von einem kinderlosen Hofschreiber-Ehepaar gestiftet und sind zeitgleich mit der Kirche entstanden. Hinter einem Schmiedeeisengitter befinden sich im Inneren barocke Figuren. Die vier sogenannten Kreuzwegkapellen sind eigentlich Rosenkranzkapellen und stellen mit der Kalvarienbergkirche die fünf Stationen des schmerzhaften Rosenkranzes dar. | BDA-Hist.: Q37856054 Status: § 2a Stand der BDA-Liste: 2025-06-30 Name: Kreuzwegkapelle IV GstNr.: .547 Kreuzwegkapelle IV (Hallstatt) |
| ja   | Datei hochladen | Kalvarienbergkirche und Mesnerhaus HERIS-ID: 20806 Objekt-ID: 17111                                                           | Kalvarienberg 3 Standort KG: Hallstatt                | Die Kirche stammt von 1711 und besteht aus einer Vorhalle und einem überkuppelten Zentralraum, der aus fünf Seiten eines Achteckes und einem Segment gebildet wird. Zur gleichen Zeit entstanden die Stuckarbeiten im Inneren und eine große geschnitzte Kalvarienberggruppe von Künstlern aus dem Kreis um Meinrad Guggenbichler. Vor wenigen Jahren wurde die geschwungene Dachform originalgetreu erneuert, wofür man circa 24000 gebogene Lärchenschindeln benötigte. Gestiftet wurde die Kirche gemeinsam mit den Kreuzwegkapellen von einem kinderlosen Hofschreiber-Ehepaar, das dort auch die letzte Ruhestätte haben wollte. | BDA-Hist.: Q37855882 Status: § 2a Stand der BDA-Liste: 2025-06-30 Name: Kalvarienbergkirche und Mesnerhaus GstNr.: .286 Kalvarienbergkirche (Hallstatt) |
| ja   | Datei hochladen | Bergmeistermühl, Gasthaus zur Mühle HERIS-ID: 20779 Objekt-ID: 17083                                                          | Kirchenweg 36 Standort KG: Hallstatt                  | | BDA-Hist.: Q37855755 Status: § 2a Stand der BDA-Liste: 2025-06-30 Name: Bergmeistermühl, Gasthaus zur Mühle GstNr.: .116 Bergmeistermühl (Hallstatt) |
| ja   | Datei hochladen | Pfarrhof, Meßner-Haus HERIS-ID: 20783 Objekt-ID: 17087                                                                        | Kirchenweg 40 Standort KG: Hallstatt                  | | BDA-Hist.: Q37855775 Status: § 2a Stand der BDA-Liste: 2025-06-30 Name: Pfarrhof, Meßner-Haus GstNr.: .97 kath. Pfarrhof (Hallstatt) |
| ja   | Datei hochladen | Kath. Pfarrkirche Mariae Himmelfahrt HERIS-ID: 20678 Objekt-ID: 16982                                                         | Kirchenweg 40 Standort KG: Hallstatt                  | → Hauptartikel : Katholische Pfarrkirche Hallstatt f1 | BDA-Hist.: Q14546973 Status: § 2a Stand der BDA-Liste: 2025-06-30 Name: Kath. Pfarrkirche Mariae Himmelfahrt GstNr.: .96 Pfarrkirche Mariä Himmelfahrt (Hallstatt) |
| ja   | Datei hochladen | Almhütte HERIS-ID: 68003 Objekt-ID: 80991                                                                                     | Klausalm 88 Standort KG: Hallstatt                    | | BDA-Hist.: Q38118263 Status: § 2a Stand der BDA-Liste: 2025-06-30 Name: Almhütte GstNr.: .377 |
| ja   | Datei hochladen | Almhütte HERIS-ID: 68001 Objekt-ID: 80989                                                                                     | Klausalm 89 Standort KG: Hallstatt                    | | BDA-Hist.: Q38118253 Status: § 2a Stand der BDA-Liste: 2025-06-30 Name: Almhütte GstNr.: .379 |
| ja   | Datei hochladen | Jagdhaus Klaus HERIS-ID: 68000 Objekt-ID: 80988                                                                               | Klausmoos Stube 37 Standort KG: Hallstatt             | Anmerkung: Grundstücksnummer in der BDA-Liste falsch angegeben. Das Gebäude befindet sich rd. 70 m weiter östlich auf 400/2. | BDA-Hist.: Q38118243 Status: § 2a Stand der BDA-Liste: 2025-06-30 Name: Jagdhaus Klaus GstNr.: 400/2 |
| ja   | Datei hochladen | Dachsteinkapelle HERIS-ID: 68004 Objekt-ID: 80992                                                                             | bei Lahn 48 Standort KG: Hallstatt                    | Die 1913 erbaute Dachsteinkapelle befindet sich unmittelbar bei der Simonyhütte auf dem Dachstein auf einer Höhe von 2206 m und gilt als das höchstgelegene Gotteshaus der Nördlichen Kalkalpen. | BDA-Hist.: Q1156803 Status: § 2a Stand der BDA-Liste: 2025-06-30 Name: Dachsteinkapelle GstNr.: .610 Dachsteinkapelle |
| ja   | Datei hochladen | Kreuzwegkapelle III HERIS-ID: 20836 Objekt-ID: 17141                                                                          | neben Lahnstraße 5 Standort KG: Hallstatt             | Die Kreuzwegkapellen, achtseitige Bauten mit gedrücktem Zwiebelhelm, wurden gemeinsam mit der Kalvarienbergkirche von einem kinderlosen Hofschreiber-Ehepaar gestiftet und sind zeitgleich mit der Kirche entstanden. Hinter einem Schmiedeeisengitter befinden sich im Inneren barocke Figuren. Die vier sogenannten Kreuzwegkapellen sind eigentlich Rosenkranzkapellen und stellen mit der Kalvarienbergkirche die fünf Stationen des schmerzhaften Rosenkranzes dar. | BDA-Hist.: Q37856070 Status: § 2a Stand der BDA-Liste: 2025-06-30 Name: Kreuzwegkapelle III GstNr.: .303 Kreuzwegkapelle III (Hallstatt) |
| ja   | Datei hochladen | Kreuzwegkapelle I HERIS-ID: 20828 Objekt-ID: 17133                                                                            | neben Lahnstraße 33 Standort KG: Hallstatt            | Die Kreuzwegkapellen, achtseitige Bauten mit gedrücktem Zwiebelhelm, wurden gemeinsam mit der Kalvarienbergkirche von einem kinderlosen Hofschreiber-Ehepaar gestiftet und sind zeitgleich mit der Kirche entstanden. Hinter einem Schmiedeeisengitter befinden sich im Inneren barocke Figuren. Die vier sogenannten Kreuzwegkapellen sind eigentlich Rosenkranzkapellen und stellen mit der Kalvarienbergkirche die fünf Stationen des schmerzhaften Rosenkranzes dar. | BDA-Hist.: Q37855977 Status: § 2a Stand der BDA-Liste: 2025-06-30 Name: Kreuzwegkapelle I GstNr.: .311/2 Kreuzwegkapelle I (Hallstatt) |
| ja   | Datei hochladen | Kreuzwegkapelle II HERIS-ID: 20829 Objekt-ID: 17134                                                                           | gegenüber Lahnstraße 60 Standort KG: Hallstatt        | Die Kreuzwegkapellen, achtseitige Bauten mit gedrücktem Zwiebelhelm, wurden gemeinsam mit der Kalvarienbergkirche von einem kinderlosen Hofschreiber-Ehepaar gestiftet und sind zeitgleich mit der Kirche entstanden. Hinter einem Schmiedeeisengitter befinden sich im Inneren barocke Figuren. Die vier sogenannten Kreuzwegkapellen sind eigentlich Rosenkranzkapellen und stellen mit der Kalvarienbergkirche die fünf Stationen des schmerzhaften Rosenkranzes dar. | BDA-Hist.: Q37856005 Status: § 2a Stand der BDA-Liste: 2025-06-30 Name: Kreuzwegkapelle II GstNr.: 290/4 Kreuzwegkapelle II (Hallstatt) |
| ja   | Datei hochladen | sog. Hotel Kainz (ehem. Seeauer Gasthof), ehem. Salzfertiger-Haus HERIS-ID: 20731 Objekt-ID: 17035                            | Landungsplatz 101 Standort KG: Hallstatt              | | BDA-Hist.: Q37855583 Status: § 57-Mandatsbescheid Stand der BDA-Liste: 2025-06-30 Name: sog. Hotel Kainz (ehem. Seeauer Gasthof), ehem. Salzfertiger-Haus GstNr.: .100 Salzfertiger-Haus (Hallstatt) |
| ja   | Datei hochladen | Feuerwehrzeughaus HERIS-ID: 67984 Objekt-ID: 80972                                                                            | Malerweg 112, in der Nähe Standort KG: Hallstatt      | | BDA-Hist.: Q38118199 Status: § 2a Stand der BDA-Liste: 2025-06-30 Name: Feuerwehrzeughaus GstNr.: .665 |
| ja   | Datei hochladen | Brunnen HERIS-ID: 20723 Objekt-ID: 17027                                                                                      | gegenüber Marktplatz 45 Standort KG: Hallstatt        | | BDA-Hist.: Q37855537 Status: § 2a Stand der BDA-Liste: 2025-06-30 Name: Brunnen GstNr.: 455/37 |
| ja   | Datei hochladen | Wohnhaus, Faberisches Haus HERIS-ID: 20724 Objekt-ID: 17028                                                                   | Marktplatz 45 Standort KG: Hallstatt                  | | BDA-Hist.: Q37855548 Status: Bescheid Stand der BDA-Liste: 2025-06-30 Name: Wohnhaus, Faberisches Haus GstNr.: .123 |
| ja   | Datei hochladen | Wohnhaus, Hinterisches Haus HERIS-ID: 20725 Objekt-ID: 17029                                                                  | Marktplatz 46 Standort KG: Hallstatt                  | | BDA-Hist.: Q37855563 Status: Bescheid Stand der BDA-Liste: 2025-06-30 Name: Wohnhaus, Hinterisches Haus GstNr.: .122 |
| ja   | Datei hochladen | Bankgebäude, Sollinger Armenhaus HERIS-ID: 20719 Objekt-ID: 17023                                                             | Marktplatz 58 Standort KG: Hallstatt                  | | BDA-Hist.: Q37855459 Status: § 2a Stand der BDA-Liste: 2025-06-30 Name: Bankgebäude, Sollinger Armenhaus GstNr.: .148 Sollinger Armenhaus (Hallstatt) |
| ja   | Datei hochladen | Gasthaus, Gastheimisches Haus HERIS-ID: 20720 Objekt-ID: 17024                                                                | Marktplatz 59 Standort KG: Hallstatt                  | | BDA-Hist.: Q37855474 Status: § 2a Stand der BDA-Liste: 2025-06-30 Name: Gasthaus, Gastheimisches Haus GstNr.: .148 Gastheimisches Haus (Hallstatt) |
| ja   | Datei hochladen | Wohn- und Geschäftshaus, Das gemeine Markt Rathaus HERIS-ID: 20721 Objekt-ID: 17025                                           | Marktplatz 60 Standort KG: Hallstatt                  | | BDA-Hist.: Q37855499 Status: § 2a Stand der BDA-Liste: 2025-06-30 Name: Wohn- und Geschäftshaus, Das gemeine Markt Rathaus GstNr.: .148 gemeines Markt Rathaus (Hallstatt) |
| ja   | Datei hochladen | Keferbeck-Haus, Asterisches Bäckenhaus HERIS-ID: 20722 Objekt-ID: 17026                                                       | Marktplatz 61 Standort KG: Hallstatt                  | | BDA-Hist.: Q37855513 Status: Bescheid Stand der BDA-Liste: 2025-06-30 Name: Keferbeck-Haus, Asterisches Bäckenhaus GstNr.: .125 Keferbeck-Haus (Hallstatt) |
| ja   | Datei hochladen | Pest- /Dreifaltigkeitssäule HERIS-ID: 24329 Objekt-ID: 20715                                                                  | gegenüber Marktplatz 61 Standort KG: Hallstatt        | Die Dreifaltigkeitssäule auf dem Hallstätter Marktplatz ist räumlich spannend im unteren Bereich, auf der Symmetrieachse des Hallstätter Marktplatzes positioniert. Ihr dreieckiger Grundriss korrespondiert mit dem dreieckigen Grundriss des Platzes. Die Dreifaltigkeitssäule wurde im Jahr 1743 von dem Salzburger Bildhauer Josef Anton Pfaffinger aus Untersberger Marmor geschaffen und im Jahr 1744 aufgestellt. Die perfekte Form des gleichseitigen Dreiecks, welches die Idee der Dreifaltigkeit repräsentiert, wurde zur Zeit des Spätbarocks in der Architektur häufig angewandt. Die Dreifaltigkeitssäule nimmt die Gestalt eines sich nach oben stark verjüngen Obelisken ein, welcher auf einer Plinthe sitzt, die über die Ecken von Voluten gestützt wird. Die figurale Ausstattung, ein Gnadenstuhl an der Spitze sowie eine Madonna am Fuße des Obelisken, sind an die nach Osten gerichteten Dreiecksseite appliziert. Zwischen diesen Hauptfiguren ist auf halber Höhe ein Putto positioniert, der in seiner linken Hand eine nach oben weisende, vergoldete Lilie hält. Die Säule wird von einer Balustrade, die auf Pfeilern und dazwischenliegenden geschweiftem Gitterwerk ruht, eingefasst, welche ebenfalls in das dreieckige Grundrissmuster eingeordnet ist. | BDA-Hist.: Q37883992 Status: § 2a Stand der BDA-Liste: 2025-06-30 Name: Pest- /Dreifaltigkeitssäule GstNr.: 455/37 Dreifaltigkeitssäule Hallstatt |
| ja   | Datei hochladen | Hotel Grüner Baum, Wagendorferische Salzfertigung, ehem. Salzfertigerhaus HERIS-ID: 20718 Objekt-ID: 17022                    | Marktplatz 104 Standort KG: Hallstatt                 | → Hauptartikel : Seehotel Grüner Baum f1 | BDA-Hist.: Q37855447 Status: Bescheid Stand der BDA-Liste: 2025-06-30 Name: Hotel Grüner Baum, Wagendorferische Salzfertigung, ehem. Salzfertigerhaus GstNr.: .130 Hotel Grüner Baum (Hallstatt) |
| ja   | Datei hochladen | Evang. Pfarrkirche A.B. HERIS-ID: 20728 Objekt-ID: 17032                                                                      | gegenüber Marktplatz 104 Standort KG: Hallstatt       | Eine 1862 in neugotischen Stil errichtete Kirche. | BDA-Hist.: Q19796924 Status: § 2a Stand der BDA-Liste: 2025-06-30 Name: Evang. Pfarrkirche A.B. GstNr.: .127 Christuskirche (Hallstatt) |
| ja   | Datei hochladen | Wohnhaus, Bürgerhaus, Polstermillnerhaus/Polstermühlner-Haus HERIS-ID: 20789 Objekt-ID: 17094                                 | Oberer Marktplatz 54 Standort KG: Hallstatt           | | BDA-Hist.: Q37855819 Status: Bescheid Stand der BDA-Liste: 2025-06-30 Name: Wohnhaus, Bürgerhaus, Polstermillnerhaus/Polstermühlner-Haus GstNr.: .154 Polstermillnerhaus (Hallstatt) |
| ja   | Datei hochladen | Pastorat-Haus HERIS-ID: 20710 Objekt-ID: 17014                                                                                | Oberer Marktplatz 167 Standort KG: Hallstatt          | | BDA-Hist.: Q37855369 Status: § 2a Stand der BDA-Liste: 2025-06-30 Name: Pastorat-Haus GstNr.: .143 Pastorat-Haus (Hallstatt) |
| ja   | Datei hochladen | Wohnhaus, Amtshaus der Salinen HERIS-ID: 20805 Objekt-ID: 17110                                                               | Salinenplatz 1 Standort KG: Hallstatt                 | | BDA-Hist.: Q37855870 Status: Bescheid Stand der BDA-Liste: 2025-06-30 Name: Wohnhaus, Amtshaus der Salinen GstNr.: .282/4 Amtshaus Salinen (Hallstatt) |
| ja   | Datei hochladen | Prähistorische Anlagen (Gräberfeld, Siedlung, Bergbau im Salzberghochtal) HERIS-ID: 37957 Objekt-ID: 37397                    | Flur Salzberg Standort KG: Hallstatt                  | Schon in prähistorischen Zeiten war das Hallstätter Hochtal besiedelt und wurde Bergbau betrieben. Die Gräber entdeckte man 1846 durch Zufall bei Schottergrabungen. Detaillierte Aufzeichnungen verdankt man dem damaligen Betriebsleiter Johann Georg Ramsauer. Die sensationellen Funde gaben einer ganzen Epoche den Namen „Hallstattzeit“. | BDA-Hist.: Q6039290 Status: Bescheid Stand der BDA-Liste: 2025-06-30 Name: Prähistorische Anlagen (Gräberfeld, Siedlung, Bergbau im Salzberghochtal) GstNr.: 54/5, 373/153, 400/5, 400/6, 400/7, 400/9, 400/10, 410/3, 411/1, 411/3, 413/1, 414, 418/2, 418/4, 418/5, 418/6, 419/4, 419/5, 419/10, 419/11, 419/12, 419/13, 420, 421/2, 424, 427/4, 434, 456/4, 457/2, 457/3, 457/5 Prähistorische Anlagen Hallstatt |
| ja   | Datei hochladen | Rudolfsturm HERIS-ID: 37961 Objekt-ID: 37408                                                                                  | Salzberg 1 Standort KG: Hallstatt                     | Der imposante Wehrturm stammt aus dem 13. Jahrhundert und bietet einen weitreichenden Blick über den See. Heute beherbergt er einen Gastronomiebetrieb. | BDA-Hist.: Q2174349 Status: Bescheid Stand der BDA-Liste: 2025-06-30 Name: Rudolfsturm GstNr.: .381/6 Rudolfsturm (Hallstatt) |
| ja   | Datei hochladen | Salzbergbausiedlung am Hallstätter Salzberg HERIS-ID: 112889 Objekt-ID: 131114seit 2017                                       | Salzberg 16 Standort KG: Hallstatt                    | | BDA-Hist.: Q37832554 Status: Bescheid Stand der BDA-Liste: 2025-06-30 Name: Salzbergbausiedlung am Hallstätter Salzberg GstNr.: .387, 411/1, 411/3, 418/6, 419/9, .578, .579, .590, .408/5, 419/11, .587, 472/1 Salzbergbausiedlung Hallstatt |
| ja   | Datei hochladen | Gedenkstein Kaiser Maximilians I HERIS-ID: 112740 Objekt-ID: 130953seit 2017                                                  | bei Salzberg 17 Standort KG: Hallstatt                | Der architektonische Habitus der auf geometrische Grundformen reduzierten Architekturelemente des monolithischen Gedenksteins auf einer Plinthe und mit krönendem flachem Tympanon ist in der Formensprache der Renaissance gehalten. Die glatt geschliffene Inschriftentafel aus einer schwach rötlichen Buntkalkstein-Brekzie mit eingetieften Schriftenfeld ist bündig in einen sorgfältig behauenen Kalkstein-Quader eingelassen und mit vier schmiedeeisernen Klammern fixiert. | BDA-Hist.: Q37831860 Status: Bescheid Stand der BDA-Liste: 2025-06-30 Name: Gedenkstein Kaiser Maximilians I GstNr.: 457/1 Gedenkstein Maximilian I., 1504, Hallstatt |
| ja   | Datei hochladen | Kindergarten HERIS-ID: 20820 Objekt-ID: 17125                                                                                 | Salzbergstraße 22 Standort KG: Hallstatt              | Das Gebäude wurde 1853 von der Erzherzogin-Sophie-Kindergartenstiftung errichtet. | BDA-Hist.: Q37855962 Status: § 2a Stand der BDA-Liste: 2025-06-30 Name: Kindergarten GstNr.: .331/1 Kindergarten, Salzbergstraße 22, Hallstatt |
| ja   | Datei hochladen | Jugendherberge HERIS-ID: 20810 Objekt-ID: 17115                                                                               | Salzbergstraße 50 Standort KG: Hallstatt              | | BDA-Hist.: Q37855908 Status: § 2a Stand der BDA-Liste: 2025-06-30 Name: Jugendherberge GstNr.: .548 Salzbergstraße 50, Hallstatt |
| ja   | Datei hochladen | Ehem. Pfarrhof, Prähistorisches Museum HERIS-ID: 20711 Objekt-ID: 17015                                                       | Seestraße 56 Standort KG: Hallstatt                   | In diesem Museum befinden sich sowohl Exponate von Grabungen im Salzbergwerk als auch spektakuläre Funde vom Gräberfeld im Hallstätter Hochtal. | BDA-Hist.: Q16334458 Status: § 2a Stand der BDA-Liste: 2025-06-30 Name: Ehem. Pfarrhof, Prähistorisches Museum GstNr.: .142 Museum Hallstatt |
| ja   | Datei hochladen | Gedenkstein HERIS-ID: 20801 Objekt-ID: 17106                                                                                  | bei Seestraße 99 Standort KG: Hallstatt               | Der gedrungene, etwa einen Meter hohe Obelisk steht mit rechteckigem Grundriss auf einer breit abgefasten Plinthe, die wiederum auf ein stufenförmiges Fundament gesetzt ist. Alle Teile sind aus Dachsteinkalk geschlagen, wobei deren Oberflächenfakturen sich in klassischer Supraposition von unten nach oben, von gespitzt über gestockt bis poliert verfeinern. Die Inschrift auf der Schauseite erinnert an die Silberhochzeit des Kaiserpaars Franz Joseph und Elisabeth am 24. April 1879. Eine kleine Tafel aus gelb eloxiertem Aluminium an der Vorderseite der Plinthe erläutert den Errichtungsgrund. | BDA-Hist.: Q37855833 Status: § 2a Stand der BDA-Liste: 2025-06-30 Name: Gedenkstein GstNr.: 469/27 |
| ja   | Datei hochladen | Wohnhaus, Heyschoberisches-Haus HERIS-ID: 20698 Objekt-ID: 17002                                                              | Seestraße 120 Standort KG: Hallstatt                  | | BDA-Hist.: Q37855284 Status: Bescheid Stand der BDA-Liste: 2025-06-30 Name: Wohnhaus, Heyschoberisches-Haus GstNr.: .186 Heyschoberisches-Haus (Hallstatt) |
| ja   | Datei hochladen | Gasthaus, Das gemeine Markt-Brauhaus HERIS-ID: 20699 Objekt-ID: 17003                                                         | Seestraße 121 Standort KG: Hallstatt                  | Das stattliche Bauwerk ist aus zwei spätmittelalterlichen Häusern entstanden, spätgotische Rundbogenportale und Fenster mit Rotmarmorgewänden stammen aus der Bauzeit. Im Inneren des großen Hauses gibt es zahlreiche Gewölberäume und Holzdecken. | BDA-Hist.: Q37855297 Status: Bescheid Stand der BDA-Liste: 2025-06-30 Name: Gasthaus, Das gemeine Markt-Brauhaus GstNr.: .189 gemeines Markt-Brauhaus (Hallstatt) |
| ja   | Datei hochladen | Wohnhaus, Schmiedberger-Haus HERIS-ID: 20694 Objekt-ID: 16998                                                                 | Seestraße 132 Standort KG: Hallstatt                  | Weitgehend original erhaltenes Wohnhaus aus dem 18. Jh., dessen unverputztes Erdgeschoß-Mauerwerk dem gekrümmten Verlauf der Felsbankung folgt. Gezimmertes Obergeschoß aus zum Teil zweitverwendeten Holzbalken, die vom ressourcenschonenden Materialeinsatz in unserem baukulturellen Erbe zeugen. | BDA-Hist.: Q37855237 Status: Bescheid Stand der BDA-Liste: 2025-06-30 Name: Wohnhaus, Schmiedberger-Haus GstNr.: .197 Schmiedberger-Haus (Hallstatt) |
| ja   | Datei hochladen | Spanglisches Haus HERIS-ID: 20690 Objekt-ID: 16994seit 2019                                                                   | Seestraße 145 Standort KG: Hallstatt                  | | BDA-Hist.: Q105640683 Status: Bescheid Stand der BDA-Liste: 2025-06-30 Name: Spanglisches-Haus GstNr.: .221 |
| ja   | Datei hochladen | Gemeindeamt, Eggenreiter-Haus HERIS-ID: 20706 Objekt-ID: 17010                                                                | Seestraße 158 Standort KG: Hallstatt                  | | BDA-Hist.: Q37855334 Status: § 2a Stand der BDA-Liste: 2025-06-30 Name: Gemeindeamt, Eggenreiter-Haus GstNr.: .139 Eggenreiter-Haus (Hallstatt) |
| ja   | Datei hochladen | Bildstock HERIS-ID: 68005 Objekt-ID: 80993                                                                                    | Standort KG: Hallstatt                                | Die Basis des Bildstocks bildet eine flache Plinthe, welche vorne und an den Seiten zur Basis des Pfeilers hin schräg abgefast ist. Die quaderförmige Basis verjüngt sich an ihrem oberen Ende mit Wulst und Hohlkehle zum quadratischen Schaft des Pfeilers. Das flache Kapitel des Pfeilers ist gleichfalls profiliert und trägt den auf seitlich auskragenden Konsolen ruhenden Tabernakel, der oben von einem profilierten Giebel abgedeckt ist. Das als Relief des aus weißem Marmor ausgeführte Madonnenbildnis im Zentrum des Tabernakels ist in eine serlianenförmige Vertiefung eingefügt. Die Architekturelemente des Bildstocks vom Typus eines Nischenblockpfeilers sind aus rotem Buntkalkstein gearbeitet. Die Entstehungszeit, die verwendeten Materialien und die Qualität der Ausführung lassen vermuten, dass dieser Bildstock in der k.u.k. Fachschule für Holz und Marmorindustrie in Hallstatt gefertigt worden ist. Eine Inschriften-Tafel in der Mitte des Pfeilers erinnert an den Herzog Julius vom San Marco, welcher Kammerherr des letzten Königs beider Sizilien gewesen ist. San Marco verbrachte die Sommer seines Exils in Ischl und lernte so auch Hallstatt kennen und schätzen.                                                                         | BDA-Hist.: Q38118277 Status: § 2a Stand der BDA-Liste: 2025-06-30 Name: Bildstock GstNr.: 400/2 Bildstock Herzog von San Marco, Hallstatt |
| ja   | Datei hochladen | Gedenktafel/-stein HERIS-ID: 68006 Objekt-ID: 80994                                                                           | Standort KG: Hallstatt                                | Die Felsgravur auf dem Felsblock, der sich nach dem Rückzug der Gletscher aus dem Talbereich vor rd. 12.000 Jahren aus der Echernwand gelöst hatte, erinnert an die Wahlhallstätter Josefine und Alfred Ebenhoch (1855–1912), die sich anlässlich der Silberhochzeit mit „A.u.J.E. 16/7. 1908“ hier verewigten. Die Inschrift ist im salinarischen Stil ausgeführt, wobei die raue Oberfläche der vertikalen Südfläche dieses würfelförmigen Felsblocks eine Vertiefung eingemeißelt ist. Diese Vertiefung ist etwa 30 Zentimeter breit, 20 Zentimeter hoch und deren Grundfläche, in welche die Initialen und das Datum eingemeißelt sind, geebnet. Die Bildtafel ist bereits stark verwittert und zeigt Jesus mit purpurnem Umhang vor einem Gitter artigen Muster stehend der auf sein Herz verweist. Rechts unterhalb der Inschrift ist eine emaillierte Informationstafel des Museums Hallstatt angebracht. | BDA-Hist.: Q38118285 Status: § 2a Stand der BDA-Liste: 2025-06-30 Name: Gedenktafel/-stein GstNr.: 400/2 |
| ja   | Datei hochladen | Kruzifix/Kreuz HERIS-ID: 68007 Objekt-ID: 80995                                                                               | Standort KG: Hallstatt                                | Auf der westlichen Seitenfläche des Sturzblocks ist eine plastische, leicht unterlebensgroße Kruzifixus Darstellung aus dem späten 19. bzw. frühen 20. Jh. montiert. An der Nordseite des sog. „Kreuzsteins“ führt eine steile Holzstiege auf die horizontale Deckfläche des Felsblocks auf der ein hölzernes Gartenhäuschen, ein „Salettl“, steht. Bis ins frühe 20. Jahrhundert wurde diese erhöhte Fläche wegen des dort herrschenden günstigen Mikroklimas als Garten genutzt. In die vertikale Südfläche des Kreuzsteins ist eine Gedenktafel für den Forstmann Maximilian von Wunderbaldinger eingelassen. | BDA-Hist.: Q38118293 Status: § 2a Stand der BDA-Liste: 2025-06-30 Name: Kruzifix/Kreuz GstNr.: 400/2 Hallstatt Kreuzstein Wunderbaldinger |
| ja   | Datei hochladen | Archäologische Denkmallandschaft Salzbergtal und Dammwiese HERIS-ID: 112478 Objekt-ID: 130671seit 2016                        | Standort KG: Hallstatt                                | Die archäologische Denkmallandschaft ist aufgrund ihrer Dimension und des außergewöhnlich gut überlieferten Zustandes einzigartig für Österreich. | BDA-Hist.: Q37831220 Status: Bescheid Stand der BDA-Liste: 2025-06-30 Name: Archäologische Denkmallandschaft Salzbergtal und Dammwiese GstNr.: 417, 400/18, 419/9, 54/1, 373/57, 373/58, 373/61, 373/82, 373/83, 400/2, 400/13, 409, 410/1, 437/1 |
| ja   | Datei hochladen | Mundloch des Kaiser-Franz-Josef-Stollens HERIS-ID: 68014 Objekt-ID: 81002seit 2017                                            | Salzberg 1, in der Nähe Standort KG: Hallstatt        | Das Mundloch liegt direkt am Serpentinenweg, den sogenannten „Wank“, von Hallstatt ins Salzberghochtal. Das Stollenportal ist repräsentativ als monumentaler Triumphbogen mit getrepptem Giebel, den ein profiliertes Kranzgesimse abschließt, gestaltet. Das glatt behauene Kalksteinmauerwerk des Portals ist an den Ecken durch hervortretende, abgefaste Quader eingefasst. Dieses Motiv wiederholt sich am eiförmigen, in der Portalebene monumental wiederholten Gewölbebogen, dessen überhöhter Schlussstein mit dem gusseisernen Symbol des Bergbaus, Schlägel und Eisen, verziert ist. Der Stollen wurde am 13. Oktober 1856 vom Kaiserpaar Franz Josef I. und Elisabeth feierlich angeschlagen. Das monumentale Portal steht für die Bedeutung des Salzwesens und mit dem Doppeladlerwappen für die Macht des Kaisers. | BDA-Hist.: Q38118306 Status: Bescheid Stand der BDA-Liste: 2025-06-30 Name: Mundloch des Kaiser-Franz-Josef-Stollens GstNr.: 457/1, 54/1 Hallstatt, Kaiser-Franz-Josef-Stollen |
| ja   | Datei hochladen | Soleleitung, Gosauzwang-Brücke HERIS-ID: 112923 Objekt-ID: 131148seit 2017                                                    | Standort KG: Hallstatt                                | Die Gosauzwangbrücke überspannt den Gosaubach in etwa 30 m Höhe auf sechs Pfeilern aus Kalkstein-Quadermauerwerk. Über die 133 m lange Brücke führen die Sole-Pipeline und der parallel verlaufende Wanderweg. Sie wurde zwischen 1755 und 1758 erbaut. Anmerkung: Die Gosauzwangbrücke erstreckt sich über die Gemeinden Hallstatt und Gosau. Das Objekt unter der HERIS-ID 37958 auf GstNr. 456/1 wird als Duplikat dieses Abschnitts hier betrachtet. | BDA-Hist.: Q64026654 Status: Bescheid Stand der BDA-Liste: 2025-06-30 Name: Soleleitung, Gosauzwang-Brücke GstNr.: 456/5, 456/6, 454/2, 471/3 Gosauzwang (brine pipeline bridge) |
| ja   | Datei hochladen | Trassenabschnitt Soleleitung von Hallstatt nach Ebensee HERIS-ID: 112907 Objekt-ID: 131132seit 2017                           | Standort KG: Hallstatt                                | → Hauptartikel : Soleleitung Hallstatt – Bad Ischl – Ebensee f1 | BDA-Hist.: Q37832567 Status: Bescheid Stand der BDA-Liste: 2025-06-30 Name: Trassenabschnitt Soleleitung von Hallstatt nach Ebensee GstNr.: 456/3, 456/2, 456/1, 456/5, 456/6, 454/2, 31/8, 31/12, 471/3 Brine pipeline Hallstatt - Bad Ischl - Ebensee |
| ja   | Datei hochladen | Soleleitung, Felsstiege HERIS-ID: 112911 Objekt-ID: 131136seit 2017                                                           | Standort KG: Hallstatt                                | Ab der Wende vom 16. zum 17. Jahrhundert wurde die Soleleitung durch die nördliche Felswand der Hallstätter Mühlbachschlucht geführt. Zur Erschließung dieses unzugänglichen Bereichs wurde im oberen Drittel der Schlucht eine galerieartige Felsstiege in die fast senkrechte Steilwand geschlagen. | BDA-Hist.: Q37832601 Status: Bescheid Stand der BDA-Liste: 2025-06-30 Name: Soleleitung, Felsstiege GstNr.: 456/3 Brine pipeline Hallstatt - Bad Ischl - Ebensee |
| ja   | Datei hochladen | Soleleitung, Mundloch des Kaiser-Franz-Josef-Förderstollen HERIS-ID: 112912 Objekt-ID: 131137seit 2017                        | Standort KG: Hallstatt                                | Der Franz-Joseph-Horizont des Hallstätter Salzbergbaus wird über zwei Mundlöcher erschlossen, die in einer Seehöhe von 735 Metern auf beiden Seiten der Mühlbachschlucht liegen. Der Gewölbebogen des Mundlochs des Förderstollens ist statisch ideal in Form einer umgekehrten Kettenlinie gekrümmt, wobei die Stärke des Gewölbes durch exakt, behauene formschlüssige Quader, deren Köpfe abwechselnd glatt und bossiert sind, klar ablesbar wird. Ein dreigeteiltes Giebelfeld mit gekehltem Kranzgesimse wirkt optisch dem Lasten des Gebirgsdrucks auf dem Stollen entgegen. Das Quadermauerwerk des Portals ist aus Blöcken von lokal gewonnen Kalkstein gefügt. | BDA-Hist.: Q37832607 Status: Bescheid Stand der BDA-Liste: 2025-06-30 Name: Soleleitung, Mundloch des Kaiser-Franz-Josef-Förderstollen GstNr.: 456/3 Brine pipeline Hallstatt - Bad Ischl - Ebensee |
| BW   | Datei hochladen | Soleleitung, Bogenbrücke (Hangbrücke) beim Stollenmundloch des KFJ-Förderstollens HERIS-ID: 112913 Objekt-ID: 131138seit 2017 | Standort KG: Hallstatt                                | → Hauptartikel : Soleleitung Hallstatt – Bad Ischl – Ebensee f1 | BDA-Hist.: Q37832611 Status: Bescheid Stand der BDA-Liste: 2025-06-30 Name: Soleleitung, Bogenbrücke (Hangbrücke) beim Stollenmundloch des KFJ-Förderstollens GstNr.: 456/3 Brine pipeline Hallstatt - Bad Ischl - Ebensee |
| ja   | Datei hochladen | Solestube Kirchtal HERIS-ID: 112914 Objekt-ID: 131139seit 2017                                                                | Standort KG: Hallstatt                                | → Hauptartikel : Soleleitung Hallstatt – Bad Ischl – Ebensee f1 | BDA-Hist.: Q37832620 Status: Bescheid Stand der BDA-Liste: 2025-06-30 Name: Solestube Kirchtal GstNr.: .35/17 Brine pipeline Hallstatt - Bad Ischl - Ebensee |
| ja   | Datei hochladen | Soleleitung, Bogenbrücke (Hangbrücke) ca. 100 m nördlich von Hektoklafterstein 8 HERIS-ID: 112915 Objekt-ID: 131140seit 2017  | Standort KG: Hallstatt                                | Die Hangbrücke ist eine aus regelmäßigen Kalksteinblöcken trocken gemauerte zweibogige Brücke mit hervortretenden Keilsteinen im Bogenscheitel, die auf den Schlusssteinen mit 1842 datiert ist. Von der Trasse aus nicht einsehbar. | BDA-Hist.: Q37832632 Status: Bescheid Stand der BDA-Liste: 2025-06-30 Name: Soleleitung, Bogenbrücke (Hangbrücke) ca. 100 m nördlich von Hektoklafterstein 8 GstNr.: 456/3 Brine pipeline Hallstatt - Bad Ischl - Ebensee |
| ja   | Datei hochladen | Soleleitung, Bogenbrücke (Hangbrücke) beim Kalkofengraben HERIS-ID: 112916 Objekt-ID: 131141seit 2017                         | Standort KG: Hallstatt                                | → Hauptartikel : Soleleitung Hallstatt – Bad Ischl – Ebensee f1 | BDA-Hist.: Q37832640 Status: Bescheid Stand der BDA-Liste: 2025-06-30 Name: Soleleitung, Bogenbrücke (Hangbrücke) beim Kalkofengraben GstNr.: 456/3 Brine pipeline Hallstatt - Bad Ischl - Ebensee |
| ja   | Datei hochladen | Soleleitung, Felsgalerie beim Saiherbach HERIS-ID: 112917 Objekt-ID: 131142seit 2017                                          | Standort KG: Hallstatt                                | → Hauptartikel : Soleleitung Hallstatt – Bad Ischl – Ebensee f1 | BDA-Hist.: Q37832647 Status: Bescheid Stand der BDA-Liste: 2025-06-30 Name: Soleleitung, Felsgalerie beim Saiherbach GstNr.: 456/3 Brine pipeline Hallstatt - Bad Ischl - Ebensee |
| ja   | Datei hochladen | Soleleitung, Stützmauer beim Steingraben HERIS-ID: 112918 Objekt-ID: 131143seit 2017                                          | Standort KG: Hallstatt                                | → Hauptartikel : Soleleitung Hallstatt – Bad Ischl – Ebensee f1 | BDA-Hist.: Q37832654 Status: Bescheid Stand der BDA-Liste: 2025-06-30 Name: Soleleitung, Stützmauer beim Steingraben GstNr.: 456/2 Brine pipeline Hallstatt - Bad Ischl - Ebensee |
| ja   | Datei hochladen | Soleleitung, Stützmauer beim kleinen Hundsortgraben HERIS-ID: 112919 Objekt-ID: 131144seit 2017                               | Standort KG: Hallstatt                                | → Hauptartikel : Soleleitung Hallstatt – Bad Ischl – Ebensee f1 | BDA-Hist.: Q37832662 Status: Bescheid Stand der BDA-Liste: 2025-06-30 Name: Soleleitung, Stützmauer beim kleinen Hundsortgraben GstNr.: 456/1 Brine pipeline Hallstatt - Bad Ischl - Ebensee |
| ja   | Datei hochladen | Soleleitung, Stützmauer beim großen Hundsortgraben HERIS-ID: 112920 Objekt-ID: 131145seit 2017                                | Standort KG: Hallstatt                                | → Hauptartikel : Soleleitung Hallstatt – Bad Ischl – Ebensee f1 | BDA-Hist.: Q37832667 Status: Bescheid Stand der BDA-Liste: 2025-06-30 Name: Soleleitung, Stützmauer beim großen Hundsortgraben GstNr.: 456/1 Brine pipeline Hallstatt - Bad Ischl - Ebensee |
| ja   | Datei hochladen | Soleleitung, Stützmauer südöstlich der Solestube beim Gosauzwang HERIS-ID: 112921 Objekt-ID: 131146seit 2017                  | Standort KG: Hallstatt                                | → Hauptartikel : Soleleitung Hallstatt – Bad Ischl – Ebensee f1 | BDA-Hist.: Q37832676 Status: Bescheid Stand der BDA-Liste: 2025-06-30 Name: Soleleitung, Stützmauer südöstlich der Solestube beim Gosauzwang GstNr.: 456/1 Stützmauer bei der Solestube beim Gosauzwang |
| ja   | Datei hochladen | Solestube beim Gosauzwang HERIS-ID: 112922 Objekt-ID: 131147seit 2017                                                         | Standort KG: Hallstatt                                | → Hauptartikel : Soleleitung Hallstatt – Bad Ischl – Ebensee f1 | BDA-Hist.: Q37832685 Status: Bescheid Stand der BDA-Liste: 2025-06-30 Name: Solestube beim Gosauzwang GstNr.: .37 Solestube beim Gosauzwang |